# Hembygdsgården i Aggerud

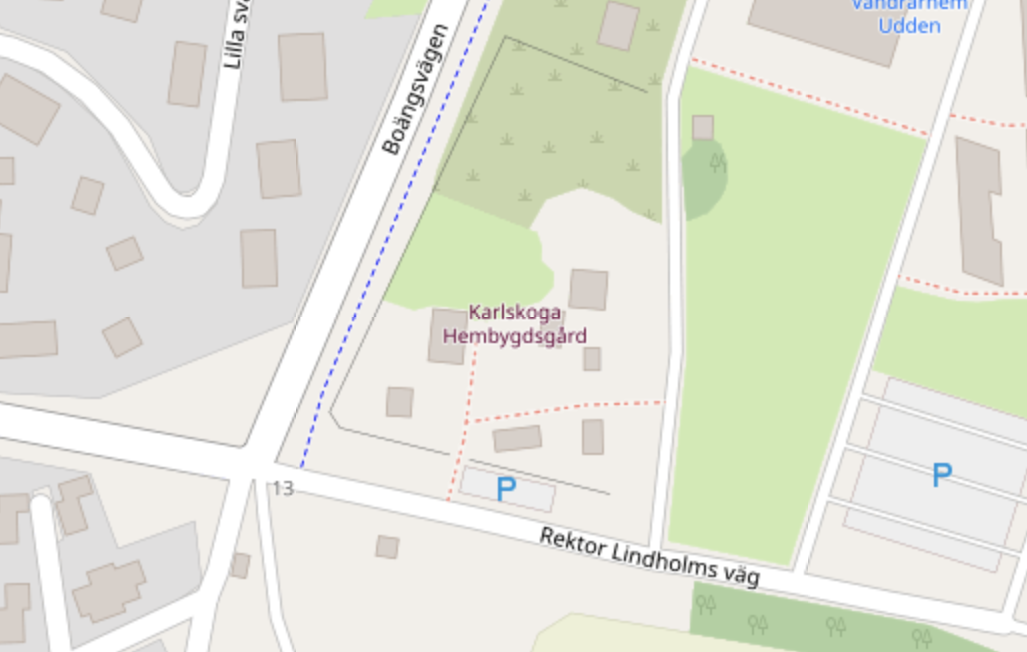
Karta över hembygdsgården.

Hembygdsgården i Aggerud är en hembygdsgård, tidigare bergsmansgård, i södra Karlskoga med anor från 1580-talet, på Boängsvägen vid sjön Möckeln, omedelbart väster om Karlskoga folkhögskola och söder om Aggerudsvikarna. Gården och tillbyggnader sköts av Karlskoga Bergslags Hembygdsförening.
Torpet Agarud omnämns år 1543 i jordeboken, drygt 40 år senare skrivs Aggerud som kronogods i jordeboken.
Årligen arrangeras flera evenemang, såsom julmarknad, valborgsmässoafton, midsommar och nationaldag.